# جون هيل (سياسي)
جون هيل (بالإنجليزية: John Hill)‏ هو سياسي أمريكي، ولد في 9 أبريل 1797، وتوفي في 24 أبريل 1861 في الولايات المتحدة. حزبياً، نشط في الحزب الديمقراطي. وقد انتخب عضو مجلس ولاية كارولاينا الشمالية وانتخب عضو مجلس نواب كارولينا الشمالية وانتخب عضو مجلس النواب الأمريكي.